# Lise Sørensen
Lise Sørensen, (egentligen: Louise Nathalie Sørensen), född 1926, död 2004, var en dansk författare.